# Scharndorf
Scharndorf är en ort och kommun i Österrike. Den ligger i distriktet Bruck an der Leitha i förbundslandet Niederösterreich, 34 km öster om huvudstaden Wien. 
Kommunen består av tre orter (Ortschaften) (inom parentes invånarantal 1 januari 2024):
- Regelsbrunn (335)
- Scharndorf (444)
- Wildungsmauer (453)